# 力行路 (大寮區)
力行路（Lising Rd.）是高雄市大寮區的南北向主要道路，屬台25線。起端接鳳林三路（大寮消防隊前)，末端亦接鳳林三路。是大寮市區的外環道路，也是往來鳳山區、林園區的鳳林公路重要路段之一。

## 行經行政區域
- 大寮區

## 沿線設施
（由北至南）
- 燦坤3C力行店
- 星巴克大寮門市
- 彰化銀行大發分行
- 88夜市

## 公車資訊
- 港都客運
  - 紅8捷運小港站－大寮區公所
- 高雄客運
  - 8001 高雄－鳳山－林園（經高雄市政府四維行政中心、雄商）
  - 8002 高雄－鳳山－林園（經高雄火車站、建國路）
  - 8041 林園－鳳山－澄清湖－岡山－茄萣
  - 橘11B 林園－鳳山轉運站（捷運大東站）－建軍站（捷運衛武營站）
- 東南客運
  - 橘20A 捷運大寮站－大寮
  - 橘20B 捷運大寮站－高雄監獄－上寮
  - 橘20C 捷運大寮站－輔英科大
  - 橘20D 捷運大寮站－大發工業區－潮寮國中